# Isochromodes chiron
Isochromodes chiron är en fjärilsart som beskrevs av William Schaus 1911. Isochromodes chiron ingår i släktet Isochromodes och familjen mätare. Inga underarter finns listade i Catalogue of Life.